# Shaw Communications
Shaw Communications (TSX : SJR.B, NYSE : SJR), était un opérateur de télécommunications canadien coté au S&P/TSX 60.

## Historique
Shaw était une entreprise fondée en 1966 par JR Shaw (en) sous le nom de Capital Cable Television Company, Ltd. à Edmonton, en Alberta. Elle était à l'origine une filiale de Shawcor (en), l'entreprise du père de JR, mais l'entreprise a été séparée de Shawcor dans les années 1970. La société a changé son nom pour Shaw Cablesystems Ltd. (après le fondateur et président JR Shaw) et est devenue publique à la Bourse de Toronto en 1983. La société s'est développée au cours des années 1980 et 1990 grâce à des acquisitions d'entreprises, y compris Classicomm (en) dans la région de Toronto, Access Communications en Nouvelle-Écosse, la Fundy Cable (en) au Nouveau-Brunswick, Trillium Cable en Ontario, en Saskatchewan Telecable, et de Videon Cablesystems (en) de Winnipeg, qui lui-même avait précédemment acquis des actifs de Vidéotron en Alberta. Toutefois, deux contrats d'échange, en 1994 et 2001, avec Rogers Cable ont abouti à la limitation de ses actifs à l'ouest du Canada et dans quelques zones du nord de l'Ontario.
En juin 2015, Rogers Communications acquiert l'opérateur mobile Mobilicity pour 440 millions de dollars canadiens, en plus de signer l'achat de fréquences à Shaw Communications pour 100 millions de dollars canadiens.
En mars 2021, Rogers Communications annonce l'acquisition de Shaw Communications pour 20 milliards de dollars canadiens soit environ 16 milliards de dollars américains, en plus d'une reprise de dette de 6 milliards de dollars canadiens, ce qui créerait le deuxième plus grand opérateur réseau du Canada, mais un éventuel rejet des autorités de la concurrence est envisagé par les analystes,.
En mars 2024, les entreprises Rogers et Shaw Communications se réunissent pour devenir une seule entreprise, donnant plus de bénéfices aux utilisateurs et à l'entreprise, selon Rogers, cela fait qu'il aura plus « d'Internet 5G et fibre optique, des services plus accessibles et abordables, plus d'assistance » selon l'entreprise sur son site web. Cette décision marque la fin de Shaw après plus 60 ans de services. 

### Identité visuelle (logotype)

Logo de 1993 à 1997.
Logo de 1997 à 2012.
Logo de 2012 jusqu'en 2023.

## Principaux actionnaires
Au 21 mars 2020.
| Royal Bank of Canada                   | 8,55% |
| I. G. Investment Management            | 8,53% |
| Mackenzie Financial                    | 4,84% |
| Brave Warrior Advisors                 | 4,25% |
| Capital Research & Management          | 3,64% |
| RBC Global Asset Management            | 3,18% |
| Berkshire Hathaway                     | 2,87% |
| Capital Research & Management          | 2,87% |
| The Vanguard Group                     | 2,74% |
| Caisse de dépôt et placement du Québec | 2,49% |